# Колетти, Алекс
Алекс Колетти — независимый продюсер, в прошлом — исполнительный продюсер и директор MTV Networks. Уроженец Бруклина и выпускник Бруклинского колледжа, Колетти продюсировал серию MTV Unplugged, был пятикратным продюсером MTV Video Music Awards, а также работал продюсером шоу Super Bowl XXXV Halftime. Эти шоу запомнились большим количеством знаковых моментов, таких как поцелуй Бритни Спирс и Мадонны, выступление Бритни Спирс с желтым питоном и пр.
Алекс Колетти был трижды номинирован на получение премии Эмми за свою работу над шоу MTV Unplugged.
Колетти был назначен исполнительным продюсером Brick Awards 2007, первой телевизионной премии для людей, меняющих мир. В 2009 году его продюсерская компания Alex Coletti Productions отвечала за шоу на канале Sundance «Спектакль: Элвис Костелло с…», а также за несколько спецпроектов, включая «Захватывающее шоу в Радио-сити-мьюзик-холле с участием The Rockettes» и «Зажжение национальной рождественской ёлки».
Колетти также отвечал за съемку фильма «Кельтская женщина: песни из самого сердца» в поместье Пауэрскорт в Ирландии летом 2009 года. Его компания Alex Coletti Productions сотрудничала с Brennus Productions и Windmill Lane Post Production Studios в Ирландии, чтобы снять и смонтировать шоу для вещательной сети PBS и группы Celtic Woman . 